# Ивана Божиловић
Ивана Божиловић (Београд, 28. септембар 1977) америчка је глумица, манекенка, фото-модел и водитељка српског порекла.

## Биографија
Ивана Божиловић је рођена у Београду, али се неколико година касније са родитељима одселила у Чикаго. Своју каријеру је започела као модел, фотографисала се за Плејбој и Максим као и друге часописе за мушкарце. Потом је почела да се бави и глумом наступајући углавном без одеће. Најпознатији филмови у којима је глумила су: Сто девојака, Чарлијеви анђели, Ван Вајлдер.
Удата је за Ендруа Фајерстона праунука оснивача компаније за производњу гума Фајерстон, познат је и по учествовању у неколико емисија као и у риалити шоуу Бечлор у којем је запросио Џенифер Шефит, са којом је после неколико месеци прекинуо везу пре ступања у брак.
Ивана је 21. марта 2009. родила сина, коме је дала име Адам Брукс Фајерстон а ћерку Ању Јасмину Фајерстон, 15. априла 2011. године.

## Филмографија
| Улоге Иване Божиловић |                   |                  |          |          |
| Година                | Српски назив      | Изворни назив    | Улога    | Напомена |
| 2000.                 | Сто девојака      | 100 Girls        | Рене     |          |
| 2000.                 | Чарлијеви анђели  | Charlie's Angels |          |          |
| 2001.                 |                   | Jack & Jill      | Бета     |          |
| 2001.                 |                   | Just Shoot Me!   |          |          |
| 2002.                 | Ван Вајлдер       | Van Wilder       | Наоми    |          |
| 2003.                 |                   | Hotlines         | домаћица |          |
| 2004.                 |                   | Howard Stern     | Ивана    |          |
| 2005.                 | Ловци на деверуше | Wedding Crashers | Ивана    |          |
| 2008.                 |                   | The Bachelor     | Ивана    |          |